# 拉沙佩勒欧布瓦
拉沙佩勒欧布瓦（法語：La Chapelle-aux-Bois，法語發音：[la ʃapɛl o bwa] ⓘ）是法国大东部大区孚日省的一个市镇，位于该省南部，属于埃皮纳勒区和埃皮纳勒城市圈公共社区。

## 地理
拉沙佩勒欧布瓦（48°2'13"N, 6°19'56"E）面积30.65 平方千米，位于法国大東部大區孚日省，该省份为法国东北部内陆省份，北起默兹省和默尔特-摩泽尔省，西接上马恩省，南至上索恩省和贝尔福地区省，东临上莱茵省和下莱茵省。
与拉沙佩勒欧布瓦接壤的市镇（或旧市镇、城区）包括：莱瓦夫尔、克塞蒂尼、沙穆瓦洛格约、勒克莱瑞、拉沃日莱班。

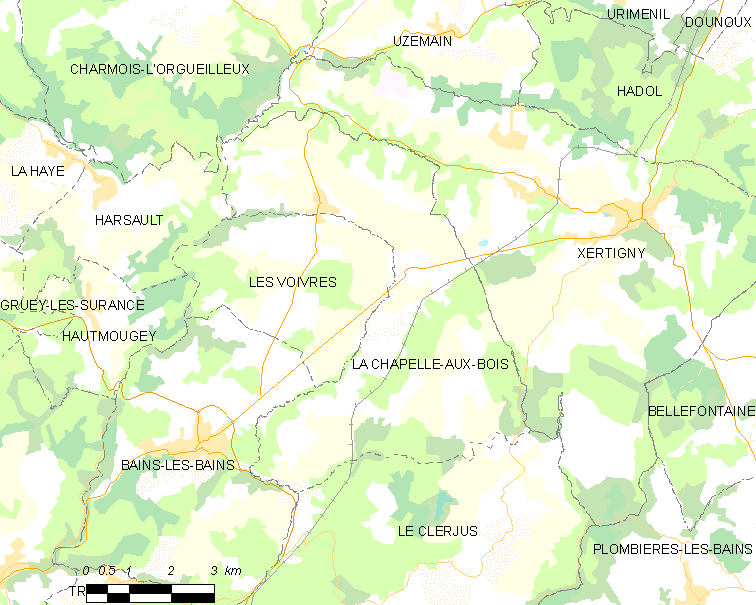
拉沙佩勒欧布瓦的OSM定位图

拉沙佩勒欧布瓦的时区为UTC+01:00、UTC+02:00（夏令时）。

## 行政
拉沙佩勒欧布瓦的邮政编码为88240，INSEE市镇编码为88088。

## 政治
拉沙佩勒欧布瓦所属的省级选区为勒瓦勒达若勒县。

## 人口

1962-2008年间拉沙佩勒欧布瓦人口变化图示

拉沙佩勒欧布瓦于2022年1月1日时的人口数量为672人。